# Joan Antoni Desvalls i d'Ardena
Joan Antoni Desvalls i d'Ardena (Barcelona, 26 d'octubre de 1740 - 10 de març de 1820), sisè marquès de Llupià, quart del Poal, marquès consort d'Alfarràs i net d'Antoni Desvalls i de Vergós, fou un hisendat i científic català. És considerat com un dels homes més il·lustres de la Barcelona del final del segle xviii.

## Biografia
Estudià al col·legi de Cordelles de Barcelona, on va ser un dels deixebles i col·laboradors del jesuïta Tomàs Cerdà, que el formà en matemàtiques.
L'any 1769 va contreure matrimoni amb Teresa de Ribes i d'Olzinelles, marquesa d'Alfarràs. Tingueren 9 fills: Maria Concepció, Maria Raimunda, Maria Josepa, Maria Eulàlia, Miquel, Maria Ignàsia, Anton (casat el 1800 amb Narcisa Sarriera i Despujol), Joan Desvalls i de Ribes, i Oleguer Desvalls i de Ribes.
Com home culte i d'una gran sensibilitat artística va fer construir l'any 1791 a la seva finca d'esbarjo a Horta un jardí d'estil neoclàssic anomenat parc del Laberint d'Horta. El concepte d'aquest jardí —influït per la mitologia grega— es basa en un disseny fet pel mateix Desvalls en col·laboració amb l'arquitecte italià Domenico Bagutti.
L'any 1764 fou un dels fundadors de la Conferència Phisico Mathematica Experimental, de la qual també fou secretari perpetu. Aquesta entitat fou precursora de la Reial Acadèmia de Ciències i Arts de Barcelona, entitat que Desvalls va presidir entre 1799-1808 i 1814-1820. Gran interessat per les matemàtiques, les ciències físiques, la meteorologia, els terratrèmols, l'economia i les belles arts, dominava el francès i l'italià. Gran bibliòfil, posseí una biblioteca important i va escriure diversos treballs sobre física, zoologia i meteorologia, com per exemple la «Disertación sobre los Terremotos» (1783) i «El aerómetro o pesalicores» (1791). Disposava d'un laboratori per a dur a terme experiments físics i químics i construí un aeròmetre dels més exactes de l'època, per mesurar la densitat de l'aire i altres gasos.
Com a bon il·lustrat, introduí millores a Alfarràs. Feu construir una bòbila, dos forns de calç, un molí d'oli i s'explotaren algunes guixeres. A partir del 1774 feu desarmar el turó del Sas fins al terme d'Almenar i restaurà l'antiga església d'Alfarràs.
L'any 1793 amb l'esclat de la Guerra Gran contra la República Francesa Desvalls fou comissionat per l'Ajuntament de Barcelona per organitzar un cos de voluntaris. En la Guerra del Francès (1808) contribuí a la resistència contra les tropes napoleòniques amb béns propis.
El 1812 fou elegit diputat a les corts de Cadis, representant Barcelona, però per manca de salut no hi pogué assistir.

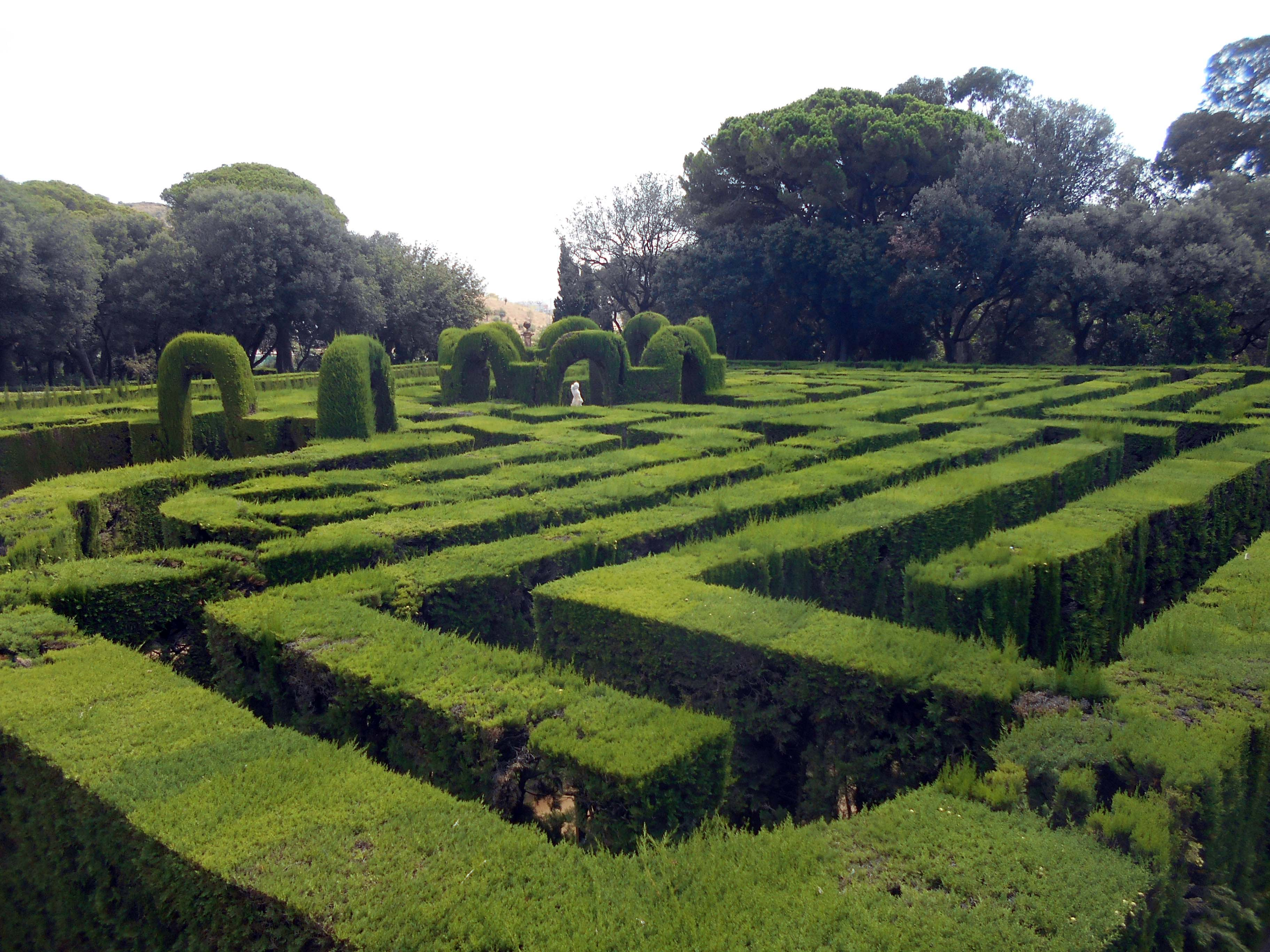
Jardins del Laberint a Horta